# Застава Велса
Застава Велеса (вел. Y Ddraig Goch; у слободном преводу Црвени лав) је национална застава Велса, једне од четири конститутивне земље Уједињеног Краљевства. Састоји се од црвеног змаја који корача, тј. змаја „у пролазу“, на зеленом и белом пољу. Тачан приказ лава није стандардизован. Службено је призната као велшка национална застава 1959. године.

## Историја
Иако је застава озваничена 1959. године, црвени Велшки змај је био симбол Велса вековима. Тачна симболика змаја је изгубљена у историји и миту. Једно од објашњења је да су тај симбол донели Стари Римљани током похода на Британију.
Зелена и бела боја су додатак велшке династије Тјудор, која је владала енглеским троном од 1485. до 1603. године. Зелено и бело су такође боје празилука, који је национални симбол Велса.
У модерној историји, године 1807. је усвојен Краљевски знак Велса (енгл. Royal Badge of Wales) који је имао црвеног змаја на зелено-белој подлози.

## Галерија
- застава Велса од 1953—1959. г.
- застава Велса од 1807—1953. г.
- Краљевски знак Велса
- застава св. Давида, симбол велшког национализма